# Iassus multisparsus
Iassus multisparsus är en insektsart som beskrevs av Jacobi 1917. Iassus multisparsus ingår i släktet Iassus och familjen dvärgstritar. Inga underarter finns listade i Catalogue of Life.